# ČKD
ČKD (Českomoravská-Kolben-Daněk) var en verkstadsindustri i Tjeckoslovakien och Tjeckien med huvudkontor i Prag. 
ČKD skapades 1927 när Českomoravská-Kolben och Breitfeld-Daněk gick samman. ČKD tillverkade lokomotiv, spårvagnar, maskiner och elkomponenter. Under den nazityska ockupationen av Tjeckoslovakien så döptes företaget om till BMM (Böhmisch-Mährische Maschinenfabrik AG) och producerade krigsmaterial för Wehrmacht. Företagets huvudsakliga produkter under ockupationen var den lätta stridsvagnen Panzer 38(t) som började utvecklas 1935 som en ersättare för LT-35 som ČKD tillverkade tillsammans med Škodaverken. Senare utvecklades flera andra stridsfordon på samma chassi som Panzer 38(t) som kom att produceras fram till krigsslutet. 
Koncernen förstatligades efter andra världskriget och kom att ha 50 000 anställda och blev känd framförallt som en av världens största spårvagnstillverkare genom ČKD Tatra. 
I samband med östblockets fall så förlorade koncernen många av sina traditionella kunder bland de forna öststaterna. 1994 så privatiserades koncernen av den tjeckiska regeringen och omvandlades till ett holdingbolag. Men redan 1998 så var ČKD Holding konkursmässigt, flera dotterbolag likviderades och andra återgick i statlig ägo som betalning för holdingbolagets skulder till den statliga banken IPB. Flera av de återförstatligade dotterbolagen såldes senare av till nya ägare, däribland tidigare ČKD Tatra som såldes till Siemens Mobility år 2001.